# Ulica Generała Kazimierza Sosnkowskiego w Mińsku Mazowieckim
Ulica Generała Kazimierza Sosnkowskiego w Mińsku Mazowieckim – jedna ze zbiorczych ulic w Mińsku Mazowieckim.
Jest częścią ciągu ulic: Mrozowska-Sosnkowskiego-Chróścielewskiego, łączącego drogę wojewódzką nr 802 z drogą krajową nr 50. Na tle dwóch pozostałych wyróżnia się gęstą zabudową.
Ulica na całej długości asfaltowa. Chodnik znajduje się na całej długości ulicy z wyjątkiem kilkudziesięciu metrów przed tunelem. Na głównym odcinku, około 1 km, posiada 2 chodniki.
Poprzez przejście podziemne łączy się z ul. Kościuszki.

## Zabudowa

### Zabytki
- dom K. Rudzkiego z 1880 roku – budynek prywatny,
- willa dr. Jana Huberta z początku XX wieku – budynek ten jest jedną z dwóch siedzib Muzeum Ziemi Mińskiej.

### Publiczne
- Szkoła Podstawowa nr 6 im. Henryka Sienkiewicza
- stacja kolejowa Mińsk Mazowiecki
- Muzeum 7 Pułku Ułanów Lubelskich
- Przedsiębiorstwo Energetyki Cieplnej
- Nadleśnictwo Mińsk
- Zespół Szkół Zawodowych nr 2 im. Powstańców Warszawy
- kościół św. Jana Chrzciciela

#### Do 2010 roku
- Biblioteka Pedagogiczna im. Heleny Radlińskiej w Siedlcach – filia w Mińsku Mazowieckim – obecnie w nowym budynku biblioteki na Placu Kilińskiego

### Przemysł
- ZNTK "Mińsk Mazowiecki" (kolej)
- Harper Hygienics (bawełna)
- Bartek (obuwie)

### Oddziały banków
- Bank Spółdzielczy w Mińsku Mazowieckim
- Pekao

### Mieszkalnictwo
- kilkanaście bloków mieszkalnych
- zabudowa jednorodzinna